# Cartoblatta barbara
Cartoblatta barbara är en kackerlacksart som först beskrevs av Robert Walter Campbell Shelford 1911.  Cartoblatta barbara ingår i släktet Cartoblatta och familjen storkackerlackor. Inga underarter finns listade.